# R. Anthony Lodge
Raymond Anthony Lodge (ur. 7 grudnia 1942) – brytyjski językoznawca, specjalista w zakresie socjolingwistyki historycznej. Zajmuje się przede wszystkim opisem języka francuskiego w ujęciu diachronicznym. 
Piastuje stanowisko profesora języka francuskiego i lingwistyki na University of St Andrews. Od 2005 r. redaguje czasopismo „Journal of French Language Studies”. Jest także członkiem rady redakcyjnej czasopisma „Reinardus”. W 2016 r. został uhonorowany tytułem doktora honoris causa, przyznanym przez Sorbonne Paris Cité. 

## Wybrana twórczość
- French: from dialect to standard (1993)[3]
- Exploring the French Language (współautorstwo, 1997)[3]
- Are there patterns in lexical variation in French? (2007)[4]
- La sociolinguistique historique et le problème des données (2009)[4]
- The sources of standardisation in French - written or spoken? (2010)[4]
- Sociolinguistique historique et l'histoire de la langue française (2011)[4]
- Language myths and the historiography of French (2016)[6]